# Val Mara
Val Mara est une commune suisse du canton du Tessin, située dans le district de Lugano.
La commune de Val Mara a été créée le 10 avril 2022, à la suite de la fusion des trois anciennes communes de Maroggia, Melano et Rovio. Son nom est issu de la région éponyme, le Val Mara, dans lequel elle est située.

## Personnalités liées à la commune
- Domenico Bagutti (1760-1837), sculpteur et architecte suisse du Tessin, créateur du célèbre parc du Labyrinthe d'Horta à Barcelone[4].